# Kalibangkang
Kalibangkang is een bestuurslaag in het regentschap Kebumen van de provincie Midden-Java, Indonesië. Kalibangkang telt 3041 inwoners (volkstelling 2010).